# Едвард Дугласс Вайт
Едвард Дуглас Вайт (англ. Edward Douglass White; 3 листопада 1845 —19 травня 1921) — американський юрист.
З 1891 по 1894 рік він представляв штат Луїзіана в Сенаті США.
У 1894—1910 роках він був суддею Верховного суду Сполучених Штатів, а в 1910—1921 роках був призначений президентом Вільямом Говардом Тафтом його головою.
Його батько, також Едвард Дуглас Вайт, був губернатором Луїзіани і представляв цей штат у Палаті представників Сполучених Штатів.